# Воробьёв, Андрей Юрьевич
Андре́й Ю́рьевич Воробьёв (род. 14 апреля 1970, Красноярск) — российский государственный и политический деятель. Губернатор Московской области с 14 сентября 2013 (врио 8 ноября 2012 — 14 сентября 2013).
Депутат Государственной думы (2003—2012), руководитель фракции «Единой России» в Госдуме шестого созыва, руководитель Центрального исполнительного комитета партии «Единая Россия» (2005—2012). Член Президиума Генерального совета партии «Единая Россия». С 2022 года, из-за вторжения России на Украину и депортации украинских детей, находится под санкциями 27 стран Евросоюза, США, Великобритании и ряда других государств.

## Биография
Родился 14 апреля 1970 года в Красноярске. Отец, Юрий Леонидович Воробьёв (род. 1948), — бывший первый заместитель главы МЧС России Сергея Шойгу, с 2008 года — заместитель председателя Совета Федерации РФ. Мать, Людмила Ивановна Воробьева, — предпринимательница. В детстве занимался хоккеем с шайбой в специализированной детско-юношеской спортивной школе олимпийского резерва, играл за сборную Красноярского края. В школе учился неплохо, любил гуманитарные предметы, особенно русский язык и литературу.

### Образование
После школы поступил в институт[какой?] в Красноярске, но после первого курса был призван для прохождения срочной службы в вооружённых силах. (Кроме единичных вузов, отсрочка студентам в тот момент не предоставлялась, а в 1989 году отсрочку ввели снова и всех студентов уволили в запас.) После армии вернулся к учёбе в родном городе, однако перед последним курсом перевёлся в Северо-Осетинский государственный университет, который и окончил в 1995 году (специальность — «коммерция»).
В 1998 году окончил Академию внешней торговли по специальности экономист-международник со знанием иностранного языка.
В 2004 году защитил диссертацию на соискание учёной степени кандидата экономических наук в РАГС при Президенте России на тему «Формирование и развитие инвестиционного потенциала депрессивного региона Юга России». В июле 2013 года проект «Диссернет» обнаружил в кандидатской диссертации Воробьёва массовые заимствования из ранее опубликованных источников. По словам участника проекта Сергея Пархоменко, Воробьёв «9 лет знал, что никаким учёным он не является, никакой диссертации в реальности не писал, но между тем он продолжает этим пользоваться — указывать эти ложные сведения о себе во всех случаях — в анкетах, визитных карточках, справочниках, энциклопедиях… Это не просто копипаст, это сознательная фальсификация».
В 2006 году получил степень МВА по политическим и бизнес-коммуникациям в Институте коммуникационного менеджмента при Государственном университете — Высшей школе экономики.
Позднее Воробьёв читал в ВШЭ лекции на кафедре теории и практики взаимодействия бизнеса и власти, в частности в рамках курса «Роль политических партий в обеспечении конструктивного взаимодействия бизнеса и власти. Российский и международный опыт».
В октябре 2013 года Воробьёв уволился из ВШЭ (официально — «в связи с загруженностью из-за избрания на второй губернаторский срок») после запроса из ВШЭ в РАНХиГС по поводу возможных некорректных заимствованиях из чужих научных работ, после которого предполагалось открыть комиссию в ВШЭ по его персональному делу.

### Служба в Вооружённых силах
В 1988—1990 годах служил в Отдельной мотострелковой дивизии особого назначения имени Ф. Э. Дзержинского Внутренних войск МВД СССР (ОМСДОН). Принимал участие в операциях в Баку, Ереване, Коканде и Фергане. Принимал участие в ликвидации последствий землетрясения 1988 года в Армении.

### Трудовая деятельность

#### Бизнес
В 1997 году выпускник Академии внешней торговли Андрей Воробьёв решил заняться рыбным бизнесом. К управлению бизнесом он привлек младшего брата Максима: тот стал исполнительным директором Русской рыбной компании. В том же 1997 году братья решают строить современный рыбоперерабатывающий завод в Ногинске. «[Прежде на месте завода] было заброшенное овощехранилище. Пригласили современных технологов, полностью его перестроили. А в 1998 году ударил кризис… Представляете, у нас завод готов только наполовину», — вспоминал в интервью «Ведомостям» Максим Воробьёв. Завод в итоге обошелся в 5-6 млн долларов — заемных и собственных средств компании — и заработал в 1999 году.
С 1998 по 2000 год являлся генеральным директором ЗАО «Русская рыбная компания».
Воробьёв занимал пост генерального директора ОАО «Группа компаний „Русское море“» до 2000 года. Компании принадлежал завод в Ногинске, она занималась переработкой рыбы. В 2002 году Андрей Воробьёв продал свои акции брату Максиму.

#### Работа в аппарате Правительства России
С 2000 года — на госслужбе, был помощником заместителя Председателя Правительства Российской Федерации С. К. Шойгу. В 2012 году Воробьёв сказал, что Шойгу — это его крёстный отец в политике.
С 2000 года — основатель и президент Межрегионального общественного фонда поддержки партии «Единая Россия». Член партии с 2003 года. В рамках деятельности фонда также отвечал за организацию и проведение различных гуманитарных акций — в г. Ленск, в Сербии (Косово), на Украине, в Южной Осетии, Абхазии, Приднестровье.

#### Член Совета Федерации (2002—2003)
В марте 2002 года глава республики Адыгея Хазрет Совмен назначил Воробьёва представителем главы республики в Совете Федерации. Входил в состав комитета по бюджету и налогам. Также являлся заместителем председателя комиссии по контролю за обеспечением деятельности Совета Федерации.

#### Депутат Государственной думы

##### Четвёртый созыв (2003—2007)
В конце 2003 года на выборах в Государственную думу баллотировался в депутаты в составе регионального списка «Республика Адыгея, Краснодарский край» «Единой России», шёл третьим номером после губернатора Краснодарского края Александра Ткачёва и президента Республики Адыгея Хазрета Совмена. В декабре 2003 года был избран депутатом Государственной думы 4 созыва. Полномочия Воробьёва в Совете Федерации истекали лишь в январе 2007 года, однако он сложил их досрочно 7 декабря 2003 года в связи с избранием депутатом Госдумы.
В Госдуме был членом комитета по образованию и науке, а также заместителем руководителя фракции «Единая Россия».

##### Пятый созыв (2007—2011)

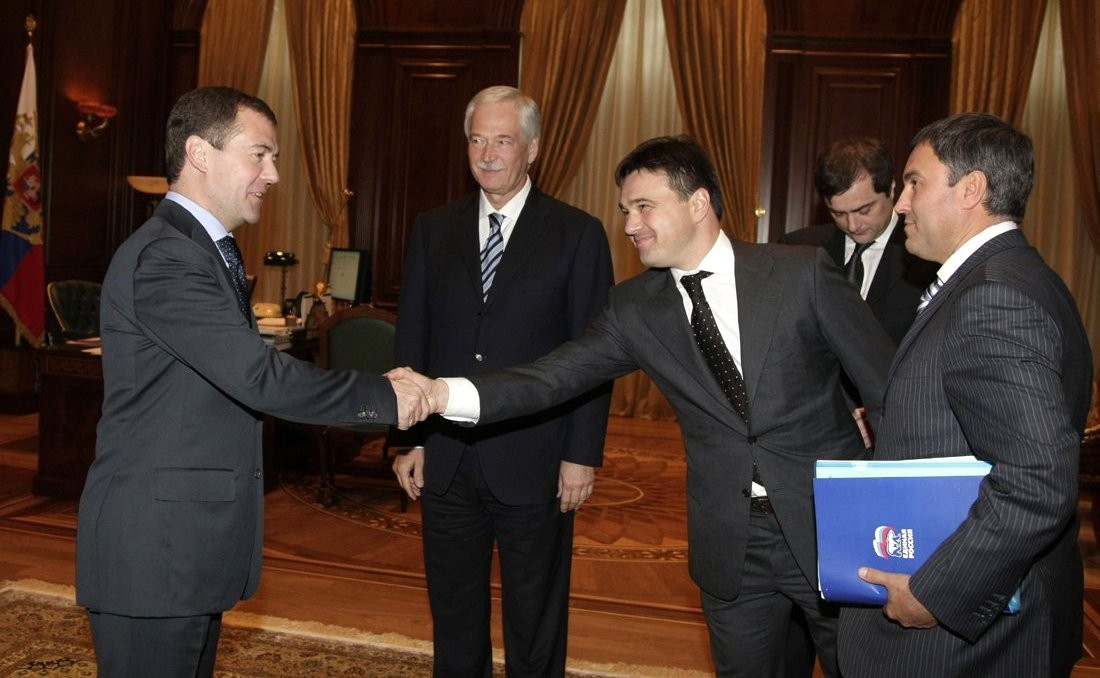
С Дмитрием Медведевым. 19 октября 2009 года

В 2007 году избран депутатом Государственной думы 5 созыва, являлся членом Комитета по делам общественных объединений и религиозных организаций, заместителем руководителя фракции.

##### Шестой созыв (2011—2012)
В декабре 2011 года избран депутатом Государственной думы 6 созыва, член Комитета по делам общественных объединений и религиозных организаций, руководитель фракции «Единая Россия», заместитель председателя Государственной Думы.
С 2005 по 2012 год руководил ЦИК ВПП «Единая Россия». Был одним из тех, кто отвечал за текущую деятельность партии и вопросы партийного строительства. Активно занимался внедрением в партии современных международных стандартов. Курировал вопросы подготовки и проведения избирательных кампаний: был одним из руководителей центрального избирательного штаба на парламентских и президентских выборах 2007—2008 годов. Является членом Бюро Высшего совета партии и Президиума Генерального совета партии. Также с 2005 года отвечает за реализацию программы строительства быстровозводимых спортивных сооружений под эгидой «Единой России». Координатор партийного проекта «Детские сады — детям».
11 февраля 2012 года сообщил, что покидает свой пост. «Сегодня последний день моей работы в ранге руководителя ЦИК ЕР ! Почти 7 лет!.. Даем дорогу молодым!», — написал Воробьёв в своем блоге в Twitter. По его словам, ушел в отставку с партийного поста, чтобы сосредоточиться на работе в Госдуме.

## Губернатор Московской области
8 ноября 2012 года президент России Владимир Путин назначил Андрея Воробьёва на должность временно исполняющего обязанности губернатора Московской области. Двумя днями ранее прежний глава региона Сергей Шойгу, руководивший областью только полгода, был назначен министром обороны России. Сообщалось, что Воробьёв будет руководить Московской областью до сентября 2013 года, когда состоятся выборы.
В июне 2013 года «Единая Россия» выдвинула Воробьёва кандидатом на выборах губернатора Московской области. В июле того же года Воробьёв выступил с инициативой изъятия имущества РАН в Московской области.

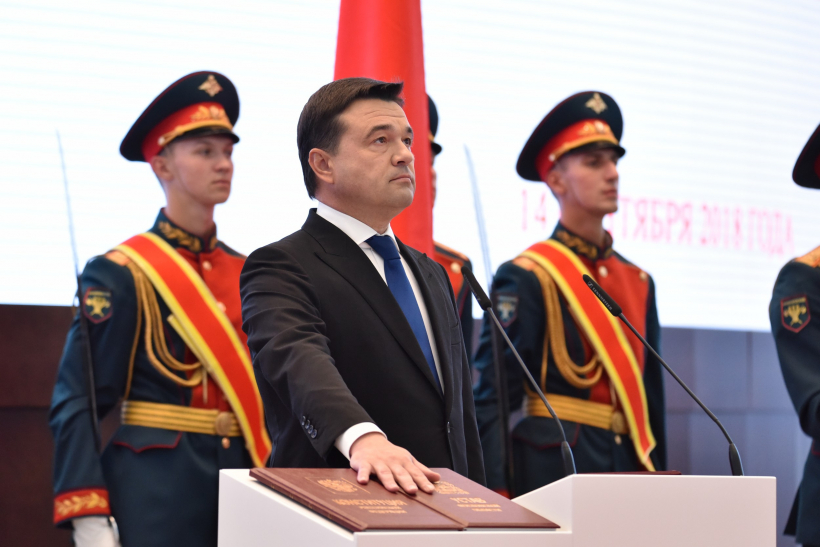
Инаугурация Андрея Воробьёва, 14 сентября 2018 года

9 сентября 2013 года на выборах в единый день голосования избран губернатором Московской области, получив 78,94 % голосов избирателей.
В конце мая 2014 года президент России Владимир Путин подписал закон о местном самоуправлении, порядок избрания которого регионы регулируют самостоятельно. Через 2 дня после этого в Мособлдуму поступил проект от губернатора Андрея Воробьёва, согласно которому прямые выборы обладающих реальными функциями мэров остались только в Реутове. В других городах мэров будут либо избирать из своего состава местные депутаты, либо должность городского главы выводят из системы исполнительной власти, лишая её управленческих функций. В последнем случае реальная власть будет в руках глав районов или руководителей администраций (сити-менеджеров), назначаемых губернатором. Также закон затрагивает интересы муниципальных образований, не обладающих статусом города, где прямые выборы их глав также упразднены.
Закон был утверждён сразу в трёх чтениях за 24 часа, причём представители «Единой России» отказались от инициативы обсуждать проект с местными властями. По мнению представителей оппозиции, поспешное принятие закона обусловлено муниципальными выборами, а нарезку районов с отменой выборов власти проводили по политическим и экономическим причинам. Тем самым прямые выборы были ликвидированы либо формализованы в крупнейших по населению и экономическому потенциалу городах. По мнению политолога Ростислава Туровского, этим законом областные власти отказываются от диалога с местными элитами, выстраивая вертикаль и навязывая централизованное управление.
Чтобы восстановить подмосковные леса, пострадавшие от эпидемии жука-короеда и последующей санитарной рубки, в сентябре 2014 года Воробьев дал старт акции «Наш лес. Посади своё дерево».
В 2014 году Воробьев утвердил губернаторскую программу ОСВВ, предусматривающую стерилизацию женских особей бродячих собак и их возврат на улицу для свободного обитания в городской среде. Реализация этой программы рассчитана на период 2014—2018 годов. Проводится программа на деньги областного бюджета общественными активистами и организациями, ведущими борьбу за права животных.
С 25 октября 2014 по 7 апреля 2015 и с 21 декабря 2020 года — член президиума Государственного Совета Российской Федерации.
В мае 2016 года по инициативе Воробьёва был принят закон, по которому главы городских округов и муниципальных районов стали не избираться, а назначаться по местными представительными органами.
В 2018 году отправил министру культуры Мединскому письмо, в котором от имени правительства Московской области предложил внести изменения в федеральный закон «Об объектах культурного наследия (памятников истории и культуры) народов РФ». Подмосковное правительство предлагает отказаться от проведения обязательной историко-культурной экспертизы земель до начала их освоения, а объектами такой экспертизы признать только те территории, на которых уже во время проведения работ обнаружен объект, «обладающий признаками объекта культурного наследия, в том числе археологического». По заявлению Воробьёва, это сделано в интересах «представителей малого бизнеса, а также граждан России, в числе которых есть пенсионеры, инвалиды и многодетные семьи». Как отметила заместитель директора по науке Института археологии РАН А. Энговатова, «за последние 20 лет в Институт археологии ни разу не обращались строители с сообщением, что обнаружили ценные находки во время работ».
9 сентября 2018 года был переизбран губернатором Московской области, набрав на выборах 62,52 % голосов избирателей.
В августе 2022 года Медиазона сообщила о решении властей региона «оптимизировать» муниципальные газеты: редакции закроют, сотрудников сократят, а региональные газеты объединят в областном издании «Подмосковье сегодня». Подмосковные газеты опасались лишения работы около 800 человек, союз журналистов Подмосковья в обращении сообщил, что часть региональных редакций уже ликвидирована с увольнением около 100 человек. Журналисты также опасаются, что муниципальные газеты превратятся в шаблонные «боевые листки», из которых вместе с репортерами из малых городов исчезнут местные новости. Редакция ликвидированной газеты «Люберецкая панорама» обратилась к читателям с прощальным письмом, в котором подчеркнула, что не уверена в правильности такого решения властей.

## Награды
- Орден «За заслуги перед Отечеством» IV степени (4 апреля 2015 года) — за достигнутые трудовые успехи, активную общественную деятельность и многолетнюю добросовестную работу[34]
- Орден Почёта (29 июня 2010 года) — за заслуги в законотворческой деятельности и многолетнюю добросовестную работу[35]
- Медаль ордена «За заслуги перед Отечеством» I степени (28 марта 2007 года) — за заслуги в законотворческой деятельности, укреплении и развитии российской государственности[36]
- Медаль «Слава Адыгеи» (13 апреля 2007 года) — за особые заслуги перед Республикой Адыгея и большой вклад в улучшение социальных условий жизни населения указом президента Республики Адыгея Аслана Тхакушинова[37]
- Орден преподобного Сергия Радонежского II степени (18 июля 2014 года) — во внимание к помощи, оказываемой Троице-Сергиевой лавре[38]
- Орден Преподобного Серафима Саровского II степени (2018 год) — за особый вклад в дело возрождения монастырей и храмов[39]
- Юбилейная медаль «В память 100-летия восстановления Патриаршества в Русской Православной Церкви» (20 декабря 2017 года) — во внимание к помощи, оказываемой Троице-Сергиевой лавре[40]
- Медаль «За вклад в укрепление обороны Российской Федерации» (Минобороны России, 2019)[41]
- Благодарность Президента Российской Федерации (14 апреля 2020 года) — за большой вклад в социально-экономическое развитие региона и многолетнюю добросовестную работу[42]
- Почётный кубок Министерства обороны Российской Федерации[43]
- Юбилейный нагрудный знак Московской областной думы «20 лет Московской областной думе» (14 ноября 2013 года)[44]
- Юбилейный нагрудный знак Московской областной думы «25 лет Московской областной думе» (22 ноября 2018 года)[45]
- Премия «Скрипач на крыше» в номинации «Региональный руководитель» (2016 год)[46]

## Критика
Новый 2009 год Воробьёв, будучи главой ЦИК «Единой России», встречал на горнолыжном курорте Куршевель во Франции. По словам журналистки издания «Коммерсантъ» Милы Кузиной, «Андрей Воробьев, как только понял, что его узнали, попытался спрятаться». В это же время в Куршевеле находился и бывший министр финансов Московской области Алексей Кузнецов, обвиняемый в многомиллиардных хищениях из областного бюджета.
В 2013 году Воробьёв несколько раз приезжал в город Жуковский, где проводил встречи с избирателями. На них он твёрдо обещал, что строительства высотного МФЖК в сквере центральной части города не будет. При этом Воробьёв активно продвигал в главы города А. П. Войтюка, как человека, который не допустит точечного строительства в центре города. Однако 24 февраля 2014 года, Войтюк, уже в должности мэра, подписал разрешение на строительство 22-этажного трёхкорпусного МФЖК в Жуковском сквере. 22 марта 2014 года в Жуковском прошёл митинг противников строительства, собравший 2000 человек.
Критике также подвергается градостроительная деятельность Воробьёва. Одним из его предвыборных обещаний было «малоэтажное Подмосковье». Андрей Воробьев неоднократно заявлял, что выступает против застройки сельских районов Московской области. Между тем, после его избрания на пост губернатора продолжилась массовая многоэтажная застройка в области, в ряде случаев с одобрения возглавляемого им Градостроительного совета области, что вызывает протесты ряда общественных организаций и некоторых жителей региона.
Большой общественный резонанс вызвала просьба Воробьёва к президенту России Владимиру Путину принять закон о лесной амнистии, озвученная 24 августа 2016 года. По мнению экологов, это позволило бы легализовать захват земель лесного фонда под застройку и использование, противоречащее положениям лесного кодекса России.
В 2016 году Воробьёв инициировал реформу местного самоуправления, в рамках которой двухуровневая система управления в регионе (сельские и городские поселения, муниципальные районы и городские округа) заменялась созданием городских округов. Это объяснялось намерением сократить чиновников и расходы. Проект критиковался за нарушение закона о местном самоуправлении, лишение местного населения возможности контролировать местную власть и концентрацию ресурсов в центрах новых административных единиц. Инициатива была раскритикована комитетом Государственной Думы по федеративному устройству и местному самоуправлению, членами Совета по правам человека при президенте России. К марту 2017 года в городские округа было преобразовано 14 муниципальных районов. Против преобразования выступили депутаты Оболенска и Серпуховского района, ряд поселений Талдомского района, а также Селятино, Верея, Апрелевка Наро-Фоминского района отказались от укрупнения, население области организовывало митинги.
С лета 2017 года в ряде городов области (Балашиха, Волоколамск, Клин, Сергиев Посад) проходили митинги за закрытие мусорных полигонов и мусоросжигательных заводов и против сжигания отходов, были и требования отставки губернатора. 21 марта 2018 года в ходе визита Андрея Воробьёва в городскую больницу Волоколамска из-за отравления нескольких десятков детей местные жители встретили его и главу района снежками и криками «Позор», «Убийцы!» и «В отставку!», после чего чиновники были вынуждены покинуть место действия в сопровождении охраны. 14 апреля 2018 года, в день 48-летия Воробьёва, в Подмосковье прошла очередная серия протестов против сложившейся экологической обстановки из-за свалок. Всего к протесту присоединились 13 городов, в девяти из них местные власти согласовали проведение митингов.
По результатам выборов губернатора Московской области 9 сентября 2018 года во всех районах, где проходили «мусорные» протесты, результат губернатора Андрея Воробьёва, который в этот день в итоге был избран на второй срок, снизился по сравнению с выборами 2013 года. Сильнее всего процент голосов за Воробьева снизился в Волоколамске, где проходили акции за закрытие мусорного полигона «Ядрово». Там Воробьёв получил на 57 % меньше, чем в 2013 году: если на прошлых выборах за него проголосовали 77 % избирателей, то сейчас только 20 %. Победу в этом районе одержал кандидат от КПРФ Константин Черемисов.

## Санкции
С 15 декабря 2022 года, на фоне вторжения России на Украину, внесён в санкционный список США за «выполнение призыва граждан в ответ на недавний российский приказ о мобилизации». Также под санкции попал брат Максим Воробьёв и принадлежащая ему компания Amereus Group из Сингапура.
16 декабря 2022 года, внесён в санкционный список стран Евросоюза за поддержку и реализации политики, подрывающую территориальную целостность, суверенитет и независимость Украины. Евросоюз отмечает что Андрей Воробьёв участвует в незаконной перевозке украинских детей в Россию и их усыновление русскими семьи, при этом действия Андрея Воробьева нарушают права украинских детей и украинского права.
19 мая 2023 года включён в санкционный список «близких соратников режима» за «нарушение Россией прав человека, включая перемещение и передачу под опеку украинских детей в Россию».
По аналогичным основаниям включён в санкционные списки Великобритании, Швейцарии, Украины и Австралии

## Декларации доходов
Согласно декларации за 2011 год, один из детей Воробьёва имел доход 15 892 260 рублей, в то время как у отца — 2 054 861 рублей. Супруга в декларации не указана. 7 декабря 2012 года в интервью радиостанции «Коммерсантъ FM» он пояснил: «Моя супруга умерла. Соответственно, я живу с другой женщиной, у нас четверо детей. Вот и всё. И моя дочь получила наследство, это квартира, и, соответственно, накопления, которые остались».
Согласно декларации за 2015 год, Андрей Воробьёв заработал более 27,7 млн рублей. В его пользовании числятся земельный участок площадью почти 9,5 тыс. кв. м, жилой дом площадью более 976 кв. м, который губернатор делит с тремя несовершеннолетними детьми, гараж-стоянка площадью более 541 м² и помещение для отдыха в 627,5 кв. м. Один из несовершеннолетних детей Воробьева владеет квартирой в России площадью 195 м² и получил годовой доход в размере 1 млн рублей. Сам губернатор, согласно его декларации, не владеет недвижимостью. Сумма доходов, задекларированная Воробьёвым, почти в 2,5 раза превышает его доходы за 2014 год, когда он заявил о доходе в 9,3 млн рублей.
Задекларированные доходы А. Ю. Воробьёва за 2017 год — 53 млн руб., за 2018 год — 95,7 млн руб. У одного из его детей есть квартира площадью 195 кв. м. Также доход одного из детей губернатора за 2017 год — 4,5 млн руб., за 2018 год — 1,2 млн руб.
За 2021 год Воробьёв задекларировал 254 миллиона рублей, став самым богатым губернатором и одним из самых богатых чиновников России.

## Семья и личная жизнь
Андрей Воробьёв — вдовец. Первая жена Маргарита, уроженка Красноярска, скоропостижно скончалась не позже 2010 года. От первого брака у губернатора две дочери. О первой жене ничего не известно, не было ни одного фото жены в его социальных сетях. В 2010 появилась отдельной строкой дочь с собственным доходом, исчисляющимся миллионами, от наследства умершей матери.
Вторая жена (брак не зарегистрирован официально), Екатерина Юрьевна Богдасарова, — руководитель благотворительного фонда «Исток», созданного для помощи попавшим в сложную жизненную ситуацию детям и подросткам. Пара воспитывает шестерых детей: двух дочерей Андрея Юрьевича от первого брака, двух дочерей Екатерины от первого брака и двух общих сыновей — Георгия (2013 г. р.) и Михаила (2014 г. р.). Сыновья занимаются футболом и борьбой. Одна из старших дочерей Воробьёва, Екатерина (выпускница факультета международных экономических отношений МГИМО), в 2017 году вышла замуж за выпускника МГИМО Марка Павловича Типикина.
9 августа 1976 года родился родной брат, Максим Юрьевич Воробьёв. В настоящее время — председатель совета директоров ГК «Русское море». В 1998 году окончил факультет международных экономических отношений МГИМО МИД России, в 2006 году — курс Global Executive MBA испанской школы бизнеса IESE, с 2002 года — профессиональный участник рынка ценных бумаг (сертификат ФКЦБ России).